# Катастрофа Vickers Viscount у Гатвіку
Перша в історії Turkish Airlines авіакатастрофа сталася 17 лютого 1959 року в лондонському аеропорту Гатвік, коли Vickers Viscount 793 (бортовий номер TC-SEV) розбився у густому тумані у лісі. На борту перебував тодішній прем'єр-міністр Туреччини Аднан Мендерес та урядова делегація, які прямували до Лондона на підписання Угоди про статус Кіпру. З 24 осіб на борту загинуло 14, Мендерес вижив.